# Дмитриева, Галина Кирилловна
Гали́на Кири́лловна Дми́триева (9 января 1940, Ленинград — 5 апреля 2025, Москва) — советский и российский юрист, специалист по международному частному праву; доктор юридических наук (1992); профессор на факультете международных отношений и международного права Киевского государственного университета, профессор и заведующая кафедрой международного частного права Московской государственной юридической академии (МГЮА), заслуженный юрист Российской Федерации (2017).

## Биография
В детстве пережила блокаду Ленинграда.
В 1964 году окончила юридический факультет Ленинградского государственного университета.
В 1969 году защитила диссертацию на соискание учёной степени кандидата юридических наук по теме «Международно-правовая защита политических и трудовых прав женщин».
В 1991 году защитила диссертацию на соискание учёной степени докторскую юридических наук по теме «Взаимодействие морали и международного права».
Член научно-консультативного совета при Высшем арбитражном суде РФ.
Скончалась 5 апреля 2025 года на 86-м году жизни.

## Семья
- Муж — Игорь Иванович Лукашук (1926—2007), учёный-правовед, специалист в области международного права, доктор юридических наук.
- Сын — Вадим Игоревич Дмитриев (род. 1967) — юрист.

## Научные труды
Является автором и соавтором более 80 научных публикаций, включая несколько монографий, учебников и учебных пособий; она специализируется, в основном, на проблемах международного права:
- «Международно-правовая защита прав женщины» (Киев, 1975, 1985);
- «Мораль и международное право» (М., 1991);
- Комментарий к Гражданскому кодексу Российской Федерации — части третьей, разделу VI «Международное частное право» (М., 2002);
- «Международное частное право» (М., 2000) — ответственный редактор и автор 9 глав.